# PyPy
PyPy – implementacja języka Python napisana w języku RPython (Restricted Python) – statycznym podzbiorze Pythona, który można skompilować do kodu bajtowego Javy, CLR czy C. Umożliwia też tworzenie kompilatorów JIT poprzez napisanie interpretera.
PyPy używa się w celu przyspieszenia wykonania kodu, co daje (przy pewnym ograniczaniu swobody programowania) szybszy do kilkudziesięciu razy kod. Innym przyśpieszaczem jest eksperymentalny Shedskin, który kompiluje kod Pythona do C++.